# Inès Belloumou
Inès Belloumou (Martigues, 21 giugno 2001) è una calciatrice francese naturalizzata algerina, difensore del Malmö FF, in prestito dal West Ham e della nazionale algerina.

## Caratteristiche tecniche
Belloumou è un terzino sinistro difensivo, che può giocare anche come ala sinistra. È stata considerata per le sue abilità difensive, così come per la sua tecnica, la sua consapevolezza tattica e la sua agilità.
Sebbene sia stata paragonata a Sakina Karchaoui, ha citato anche Marcelo come uno dei suoi modelli calcistici.

## Carriera

### Club
Nata a Martigues, Belloumou ha iniziato a giocare a calcio per l'omonimo club locale all'età di cinque anni, passando successivamente per le giovanili miste; nel 2016, all'età di 15 anni, ha iniziato a frequentare il centro di formazione INSEP di Parigi, entrando contemporaneamente a far parte dell'accademia dell'Olympique Marsiglia. Dalla seconda parte della stagione 2017-2018 viene anche aggregata alla prima squadra, con la quale, alla guida del tecnico Christophe Parra, fa il suo debutto in Division 1 Féminine il 18 maggio 2018, alla 20ª giornata di 2017-2018 campionato, rilevando Maud Antoine all'80' della pesante sconfitta in trasferta per 7-0 con le campionesse in carica dell'Olympique Lione. Al termine della stagione, dove la sua squadra, che al suo primo campionato di D1 aveva concluso con un ottimo 4º posto, non riesce inaspettatamente a risultare competitiva chiudendo al 12º e ultimo posto in classifica e retrocedendo di conseguenza in Division 2, benché la società le avesse offerto un contratto da professionista, Belloumou preferì declinare e lasciare il club di Marsiglia.
Nel giugno 2018 viene annunciato il suo trasferimento, a parametro zero, al Montpellier, club con il quale può continuare a disputare la Division 1. Dopo aver disputato una stagione in Challenge National Élite con la formazione Under-19, ha firmato il suo primo contratto da professionista con il club nel settembre 2019. Inserita in rosa dal tecnico Frédéric Mendy, fa il suo debutto in prima squadra il 28 settembre dello stesso anno, sostituendo Iva Landeka al 69' della 4ª giornata di campionato, dove nella partita casalinga il Montpellier si impone per 6-0 sul Digione. Rimane legata al club di Montpellier per altre tre stagioni, con Mendy che le concede via via sempre più fiducia impiegandola da titolare in tutti i 22 incontri di campionato nelle ultime due giocate in Francia. Belloumou contribuisce a far raggiungere alla sua squadra buone posizioni in campionato, con un 4º posto seguito da un 7º e due quinti posti consecutivi, mentre in coppa di Francia ottiene al massimo l'accesso ai quarti di finale.
Il 21 luglio 2023 viene annunciato il suo trasferimento al Bayern Monaco a titolo definitivo, firmando un contratto biennale per quella che è la sua prima esperienza professionale all'estero. A disposizione del tecnico Alexander Straus, ha esordito con il club bavarese l'8 ottobre, entrando al posto di Linda Dallmann al 70' nella vittoria esterna per 2-0 alla 3ª giornata di campionato contro l'SGS Essen.
Durante la finestra estiva di calciomercato 2024 il suo cartellino viene rilevato dal West Ham che allo stesso tempo gira la centrocampista alla Lazio con la formula del prestito.

## Statistiche

### Presenze e reti nei club
Statistiche (parziali) aggiornate al 30 giugno 2025.
| Stagione           | Squadra             | Campionato         | Campionato | Campionato | Coppe nazionali | Coppe nazionali | Coppe nazionali | Coppe continentali | Coppe continentali | Coppe continentali | Altre coppe | Altre coppe | Altre coppe | Totale | Totale |
| Stagione           | Squadra             | Comp               | Pres       | Reti       | Comp            | Pres            | Reti            | Comp               | Pres               | Reti               | Comp        | Pres        | Reti        | Pres   | Reti   |
| ------------------ | ------------------- | ------------------ | ---------- | ---------- | --------------- | --------------- | --------------- | ------------------ | ------------------ | ------------------ | ----------- | ----------- | ----------- | ------ | ------ |
| 2017-2018          | Olympique Marsiglia | D1                 | 2          | 0          | CF              | -               | -               | -                  | -                  | -                  | -           | -           | -           | 2      | 0      |
| 2018-2019          | Montpellier         | D1                 | -          | -          | CF              | -               | -               | -                  | -                  | -                  | -           | -           | -           | -      | -      |
| 2019-2020          | Montpellier         | D1                 | 6          | 0          | CF              | 3               | 0               | -                  | -                  | -                  | -           | -           | -           | 9      | 0      |
| 2020-2021          | Montpellier         | D1                 | 10         | 0          | CF              | 1               | 0               | -                  | -                  | -                  | -           | -           | -           | 11     | 0      |
| 2021-2022          | Montpellier         | D1                 | 22         | 0          | CF              | 3               | 0               | -                  | -                  | -                  | -           | -           | -           | 25     | 0      |
| 2022-2023          | Montpellier         | D1                 | 22         | 0          | CF              | 2               | 0               | -                  | -                  | -                  | -           | -           | -           | 24     | 0      |
| Totale Montpellier | Totale Montpellier  | Totale Montpellier | 69         | 0          | -               | 9               | 0               | -                  | -                  | -                  | -           | -           | -           | 78     | 0      |
| 2023-2024          | Bayern Monaco       | BL                 | 3          | 0          | CG              | 0               | 0               | UWCL               | -                  | -                  | -           | -           | -           | 4      | 0      |
| 2024-2025          | Lazio               | A                  | 8          | 0          | CI              | 3               | 0               |                    | -                  | -                  |             | -           | -           | 11     | 0      |
| 2024               | Malmö FF            | Div.1              | -          | -          | CS              | 3               | 0               | -                  | -                  | -                  | -           | -           | -           | 3      | 0      |
| 2025               | Malmö FF            | DS                 | 11         | 0          | CS              | -               | -               | -                  | -                  | -                  | -           | -           | -           | 11     | 0      |
| Totale Malmö FF    | Totale Malmö FF     | Totale Malmö FF    | 11         | 0          | -               | 3               | 0               | -                  | -                  | -                  | -           | -           | -           | 14     | 0      |
| Totale carriera    | Totale carriera     | Totale carriera    | 102+       | 10         | -               | 15+             | 0+              | -                  | -                  | -                  | -           | -           | -           | 117+   | 10+    |

## Palmarès

### Club
- Campionato tedesco: 1

Bayern Monaco: 2023-2024